# کریستال مک‌کال
کریستال ال. مکال (به انگلیسی: Crystal Mackall) (متولد ۲۱ اوت ۱۹۶۰) پزشک و ایمونولوژیست آمریکایی است. او در حال حاضر استاد گروه ارنست و آملیا گالو در زمینه پزشکی خانواده و اطفال در دانشگاه استنفورد است. او مدیر و بنیان‌گذار مرکز استنفورد برای درمان سلول‌های سرطانی است

## تحصیلات و شغل اولیه
مکال در فلسطین شرقی، اوهایو واقع در آمریکا در یک خانواده کارگری بزرگ شد. پدرش یک کارگر فولاد بود. او آموزش پزشکی خود را از طریق یک برنامه شش ساله BS/MD طی کرد و مدرک لیسانس خود را در دانشگاه آکران دریافت کرد و با درجه ممتاز فارغ‌التحصیل شد. او تحصیلات پزشکی خود را در دانشگاه پزشکی شمال شرقی اوهایو به پایان رساند و در سال ۱۹۸۴ دکترای پزشکی خود را دریافت کرد. او عضو افتخاری انجمن آلفا امگا آلفا بود. مکال در سال ۱۹۸۸ دوره رزیدنتی داخلی و اطفال را در کلینیک کلیولند آکرون عمومی و بیمارستان کودکان آکرون به پایان رساند. در سال ۱۹۸۹، او به عنوان همکار در انکولوژی کودکان به مؤسسه ملی سرطان ملحق شد و در آنجا شروع به تمرکز روی ایمنی‌درمانیسرطان کرد. وی تا سال ۲۰۱۶ در مؤسسه ملی بهداشت باقی ماند و در نهایت به عنوان رئیس شعبه انکولوژی کودکان خدمت کرد. او در سال ۲۰۱۶ به دانشکده پزشکی دانشگاه استنفورد نقل مکان کرد او در پزشکی داخلی، اطفال و خون‌شناسی کودکان/انکولوژی مدرک دارد.

## پژوهش
مکال پیشگام ایمنی درمانی سرطان برای کودکان بوده است.
تحقیقات اولیه او اثرات درمان‌های سنتی سرطان را بر سیستم ایمنی بدن تعریف کرد، او نقش تیموس را در بازسازی لنفوسیت تی انسان شناسایی کرد و کشف کرد که اینترلوکین-7 (IL-7) تنظیم کننده اصلی هموستاز سلول T در انسان است. گروه او در میان اولین کسانی بودند که فعالیت چشمگیر درمانی گیرنده آنتی‌ژن کیمریک CD19 (سلول تی کایمریک گیرنده آنتی‌ژن) برای لوسمی در دوران کودکی را نشان دادند و همچنین یک CD22 را هدف قرار دادند که در این بیماری فعال است و از FDA ایالات متحده برای درمان car19 refractory B-ALL دریافت کرده است
CD22-CAR که توسط تیم مک کال توسعه داده شده است نیز در لنفوم بزرگ سلول B فعال است او از FDA آمریکا برای این تحقیق نشان، درمان پیشرفته دریافت کرده است. مک کال با همکاری آزمایشگاه مونج در استنفورد، یک ماشین GD2 را توسعه داد که نتایج درمان یافته شده را در مدل‌های پیش بالینی گلیوم خط میانی پراکنده، که تومور مغزی کشندهای است و عمدتاً در کودکان و بزرگسالان جوان رخ می‌دهد، را نشان می‌داد و گروه او نشان داد که دریافت درون مغزی و بطنی سلول‌های CAR t برای درمان تومورهای مغزی در موش‌ها قوی تر از دریافت داخل وریدی است. مک کال و مونج در حال هدایت آزمایشی بالینی از GD2-CAR برای گلیوم‌های خط میانی پراکنده هستند که به صورت داخل وریدی و داخل مغزی و بطنی داده می‌شوند و فعالیت بالینی را نشان داده‌اند.
مک کال زیست‌شناسی سلول‌های بنیادی مربوط به سلول‌های T را با تمرکز بر فرسودگی سلول‌های T روشن کرده است، نشان می‌دهد که بیان بیش از حد cJUN از خستگی سلول‌های T جلوگیری می‌کند و این کار منجر به راه اندازی Lyell Immunopharma شد این روش را در آزمایش‌ها بالینی آزمایش می‌کند. گروه او نشان داد که خستگی سلول T می‌تواند با آرامش موقت سلول T معکوس شود. و نشان داد که داساتینیب، یک داروی خوراکی که معمولاً تجویز می‌شود، می‌تواند برای آرامش سلول‌های T انسان استفاده شود. مک کال و فریتاس نقش ماژول‌های کیناز واسطه را در تنظیم تمایز مؤثر سلول‌های T کشف کردند و نشان دادند که ناک اوت MED12 قدرت سلول‌های T انسانی را در مدل‌های بالینی افزایش می‌دهد. مک کال آزمایش‌های بالینی واکسن‌های سرطان را رهبری کرده است، او اولین کارآزمایی بالینی اینترلوکین-۷ نوترکیب انسانی را راه‌اندازی کرد،مطالعات led از مهار کننده‌های نقطه بازرسی ایمنی در سرطان کودکان و نقش پیوند مغز استخوان را در تومورهای جامد کودکان مطالعه کرد. در سال ۲۰۱۸، مکال ۱۱٫۹ میلیون دلار از مؤسسه پزشکی احیاکننده کالیفرنیا برای رهبری یک کارآزمایی بالینی با استفاده از سلول‌های T اصلاح ژنتیکی شده برای شناسایی پروتئین‌های CD19 یا CD22 بیان شده در سرطان خون دریافت کرد. این کارآزمایی در مرکز سلول درمانی سرطان استنفورد انجام شد که سلول تی کایمریک گیرنده آنتی‌ژن (CAR-T) را برای شناسایی سرطان خون پرولنفوسیتیک لنفوسیت بی و لنفوم سلول B تغییر داد. در سال ۲۰۲۲، مکال ۱۱٫۹ میلیون دلار از مؤسسه پزشکی احیا کننده کالیفرنیا دریافت کرد تا یک کارآزمایی بالینی را با استفاده از سلول‌های T مهندسی شده سلول‌های T GD2-CAR برای درمان گلیوم‌های منتشر خط میانی انجام دهد.
مک کال دارای تعدادی حق ثبت اختراع مربوط به پپتیدها، گیرنده‌های آنتی‌ژن و افزایش تناسب سلول T است. او در هیئت تحریریه چندین مجله سرطان، از جمله Cancer Today، خدمت کرده است.

### جوایز و افتخارات
- ۲۰۰۰ جایزه استاد برجسته بالینی مؤسسه ملی سلامت
- ۲۰۰۳، ۲۰۱۰ جایزه مدیر موسسه ملی سرطان
- ۲۰۰۵ عضو انجمن آمریکایی تحقیقات بالینی
- ۲۰۰۶–۲۰۱۸ عضو بهترین پزشکان در آمریکا
- ۲۰۱۲ استاد ارشد سخنرانی مؤسسه ملی سلامت
- ۲۰۱۳ بیمارستان کودکان فیلادلفیا الکساندرا اسکات سخنرانی در انکولوژی کودکان
- ۲۰۱۳ جایزه مدیر مؤسسه ملی بهداشت
- ۲۰۱۵ موسسه ملی بهداشت سخنران G. Burroughs Mider
- ۲۰۱۷ سخنران برجسته وارن سوتو مرکز سرطان MD اندرسون
- ۲۰۱۸ ۱۰ جایزه برتر تحقیقات بالینی برای سلول درمانی جدید CAR-T برای سرطان خون عودکننده[۳۱]
- ۲۰۱۹ آکادمی پوست آمریکا جایزه تحقیقات سرطان یادبود لیلا و موری گروبر[۳۲]
- 2021 AACR-St. جایزه بنیاد سنت بالدریک برای دستاوردهای برجسته در تحقیقات سرطان کودکان[۳۳]
- ۲۰۲۱ جایزه علمی تیم AACR به تیم St. Baldrick's-StandUp2Cancer[۳۴]
- ۲۰۲۱ جایزه، ریچارد وی اسمالی، انجمن ایمونوتراپی سرطان «معتبرترین جایزه به یک پزشک / دانشمند و برجسته در این زمینه که به‌طور قابل توجهی به پیشرفت تحقیقات ایمونوتراپی سرطان کمک کرده است»[۳۵]
- جایزه انجمن آمریکایی انکولوژی بالینی انکولوژی کودکان 2021[۳۶]
- ۲۰۲۲ همکار، انجمن آمریکایی تحقیقات سرطان[۳۷]
- ۲۰۲۲ جایزه اشراف در علم، بنیاد سارکوم آمریکا[۳۸]
- ۲۰۲۲ آکادمی ملی پزشکی[۳۹]

## زندگی شخصی
او همجنسگرا است و با دکتر کاترین ال. سالم ازدواج کرده است. آن دو صاحب دو پسر به نام‌های تئو سالم-مکال و زاخاری سالم-مکال هستند.